# دانشگاه صنعتی شاهرود
دانشگاه صنعتی شاهرود یکی از دانشگاه های صنعتی و دولتی ایران واقع در شهر شاهرود است. این دانشگاه به‌عنوان اولین دانشگاه تأسیس‌شده در استان سمنان دارای بیش از ۱۱٬۷۰۰ دانشجو و ۳۴۰ عضو هیئت علمی است. ظرفیت پذیرش سالانهٔ دانشجو در دانشگاه صنعتی شاهرود بیش از ۲٬۴۰۰ نفر است که در ۴۰ رشتهٔ دکتری، ۷۶ رشتهٔ کارشناسی ارشد و ۳۰ رشتهٔ کارشناسی تحصیل می‌کنند. این دانشگاه دارای ۱۴ دانشکده و ۴ پردیس به نام‌های پردیس مرکزی، پردیس صنعت و فناوری‌های نوین، پردیس مهندسی کشاورزی و پردیس معدن آموزشی است که در زمینی به مساحت بالغ بر ۱۸۲ هکتار گسترده شده‌اند.

## پیشینه
این دانشگاه تحت عنوان «مدرسه عالی معدن» در سال ۱۳۵۲ با یک رشته کاردانی استخراج زغال سنگ با سرمایه و مدیریت بخش خصوصی تأسیس شد. مدرسه عالی معدن شاهرود در سال ۱۳۵۴تحت پوشش وزارت صنایع و معادن درآمد و در سال ۱۳۶۱ از تابعیت آن وزارتخانه خارج شد و مدیریت آن به وزارت فرهنگ و آموزش عالی واگذار گردید.
در سال ۱۳۶۶ با ایجاد رشته‌های مهندسی معدن و اضافه شدن دوره‌های کاردانی عمران و برق به «مجتمع آموزش عالی شاهرود» تبدیل شد. در سال ۱۳۷۲ با موافقت شورای گسترش آموزش عالی، مجتمع آموزش عالی به «دانشگاه شاهرود» ارتقاء یافت.
پس از آن با گسترش رشته‌ها و تحصیلات تکمیلی در سال ۱۳۸۱ به «دانشگاه صنعتی شاهرود» ارتقا پیدا کرد.
در مهر ۱۳۹۰ پردیس جدید این دانشگاه با عنوان «پردیس مهندسی و فناوری‌های نوین» با چهار دانشکده و دو خوابگاه دانشجویی آغاز به کار کرد. این پردیس در اردیبهشت ۱۳۹۱ و پس از گذشت ۲ ترم تحصیلی با حضور کامران دانشجو وزیر وقت علوم دولت دهم رسماً افتتاح شد.
در سال ۱۳۸۹ نام دانشگاه، بدون تصویب شورای دانشگاه و هیئت امنا و صرفاً برای راه‌اندازی برخی رشته‌های علوم انسانی، از «دانشگاه صنعتی شاهرود» به «دانشگاه شاهرود» تغییر یافت در آذر ماه ۱۳۹۴ با تصویب شورای گسترش آموزش عالی نام دانشگاه مجدداً به «دانشگاه صنعتی شاهرود» تغییر یافت و به جمع دانشگاه‌های صنعتی کشور بازگشت.

## دانشکده‌ها و مراکز آموزشی
| دانشکده‌ها                                | تعداد عضو هیئت علمی | گروه‌های آموزشی |
| ---------------------------------------- | ------------------- | --- |
| دانشکده مهندسی برق                       | ۳۴                  | الکترونیک و مخابرات: مهندسی الکترونیک (کارشناسی، کارشناسی ارشد، دکتری تخصصی)، مهندسی مخابرات (کارشناسی، کارشناسی ارشد) قدرت: مهندسی قدرت (کارشناسی، کارشناسی ارشد، دکتری تخصصی) کنترل: مهندسی کنترل (کارشناسی، کارشناسی ارشد، دکتری تخصصی) رباتیک: مهندسی رباتیک (کارشناسی، کارشناسی ارشد) مهندسی پزشکی: مهندسی پزشکی (کارشناسی) دانشکده اموزش‌های مجازی |
| دانشکده مهندسی کامپیوتر و فناوری اطلاعات | ۱۵                  | مهندسی کامپیوتر: مهندسی نرم‌افزار (کارشناسی)، مهندسی هوش مصنوعی (کارشناسی ارشد، دکتری تخصصی) مهندسی فناوری اطلاعات: مهندسی فناوری اطلاعات (کارشناسی) |
| دانشکده مهندسی مکانیک و مکاترونیک        | ۳۰                  | مهندسی مکانیک جامدات: طراحی جامدات (کارشناسی)، طراحی کاربردی (کارشناسی ارشد، دکتری تخصصی)،سازه‌های هوافضا (کارشناسی ارشد) مهندسی ساخت و تولید: مهندسی ساخت و تولید (کارشناسی و کارشناسی ارشد)، مهندسی مکانیک سیالات: حرارت و سیالات (کارشناسی)، تبدیل انرژی (کارشناسی ارشد، دکتری تخصصی)، سیستم‌های انرژی (کارشناسی ارشد)، مهندسی مکاترونیک: مهندسی مکاترونیک (کارشناسی ارشد) |
| دانشکده مهندسی عمران                     | ۲۴                  | مهندسی سازه و زلزله: مهندسی عمران-عمران (کارشناسی)، مهندسی عمران-سازه (کارشناسی ارشد، دکتری تخصصی) مهندسی آب و محیط زیست: مهندسی عمران-سازه‌های هیدرولیکی (کارشناسی ارشد، دکتری تخصصی)، مهندسی عمران-سازه‌های دریایی (کارشناسی ارشد)، مهندسی عمران-منابع آب (کارشناسی ارشد، دکتری تخصصی)، مهندسی عمران-محیط زیست (کارشناسی ارشد، دکتری تخصصی) مهندسی ژئوتکنیک-راه و نقشه‌برداری: مهندسی عمران-ژئوتکنیک (کارشناسی ارشد، دکتری تخصصی)، مهندسی عمران-راه و ترابری (کارشناسی ارشد)                                                                          |
| دانشکده مهندسی صنایع و مدیریت            | ۱۸                  | مهندسی صنایع: مهندسی صنایع (کارشناسی) مدیریت: مدیریت (کارشناسی)، MBA (کارشناسی ارشد) اقتصاد: اقتصاد (کارشناسی) حسابداری: حسابداری (کارشناسی) |
| دانشکده مهندسی معدن، ژئوفیزیک و نفت      | ۴۲                  | استخراج معدن: مهندسی استخراج معدن (کارشناسی، کارشناسی ارشد، دکتری تخصصی) اکتشاف معدن: مهندسی اکتشاف معدن (کارشناسی، کارشناسی ارشد، دکتری تخصصی) ژئوفیزیک: ژئوالکتریک (کارشناسی ارشد)، لرزه‌شناسی (کارشناسی ارشد)، گرانی‌سنجی (کارشناسی ارشد)، ژئومغناطیس (کارشناسی ارشد) کانه‌آرایی و فرآوری مواد معدنی: فراوری مواد معدنی (کارشناسی ارشد، دکتری تخصصی) مکانیک سنگ: مکانیک سنگ (کارشناسی ارشد، دکتری تخصصی) نفت: مهندسی اکتشاف نفت (کارشناسی ارشد)، مهندسی حفاری و بهره‌برداری نفت (کارشناسی ارشد)                                                       |

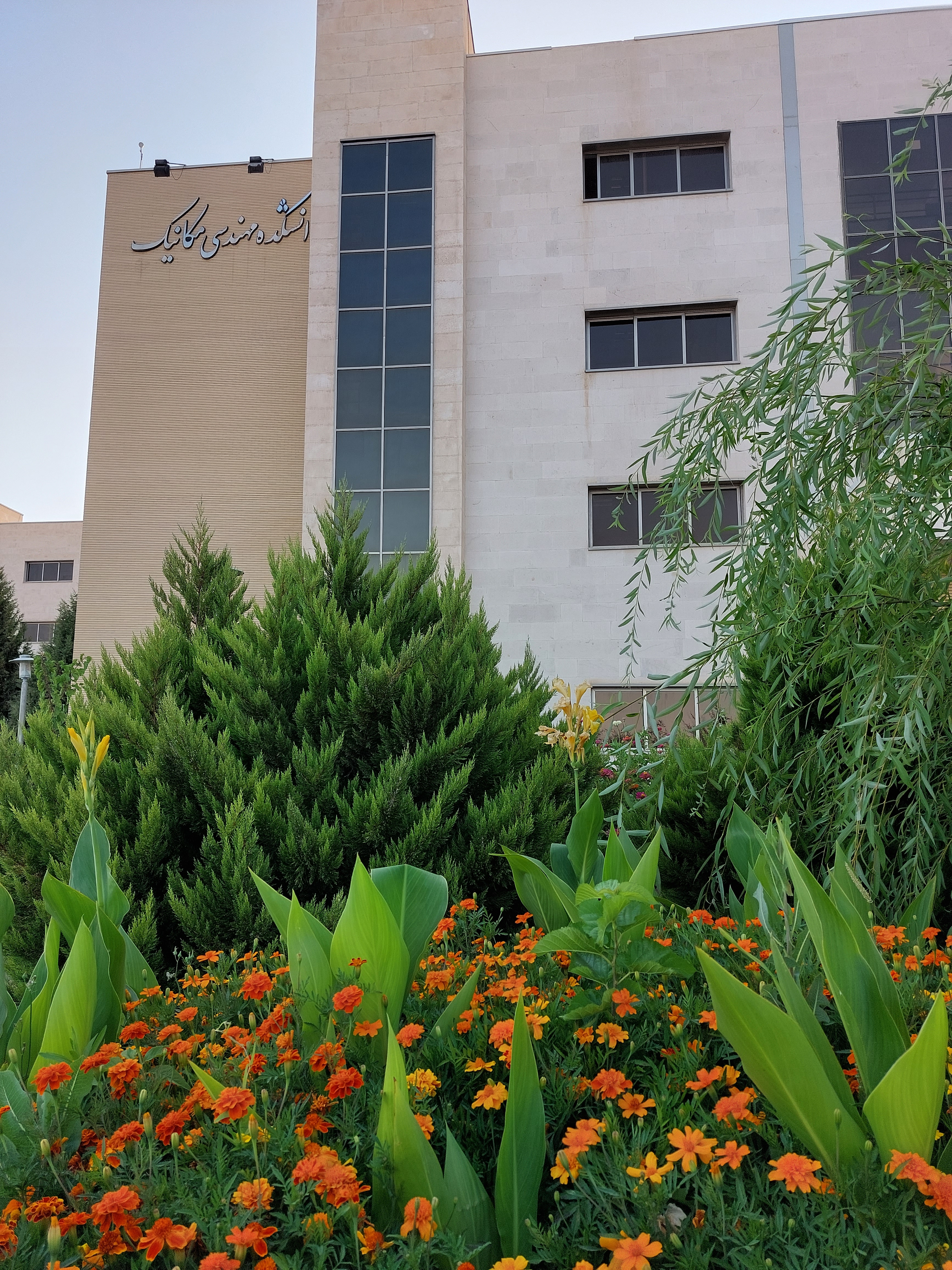
دانشکده مهندسی مکانیک دانشگاه صنعتی شاهرود

| دانشکده مهندسی شیمی و مواد               | ۱۷                  | مهندسی مواد:متالورژی صنعتی (کارشناسی)، شناسایی و انتخاب مواد (کارشناسی ارشد)، سرامیک (کارشناسی ارشد) مهندسی شیمی: مهندسی شیمی (کارشناسی)، طراحی فرآیندهای جداسازی (کارشناسی ارشد) |
| دانشکده مهندسی معماری و شهرسازی          | ۹                   | معماری: مهندسی معماری (کارشناسی، کارشناسی ارشد) شهرسازی: مهندسی شهرسازی (کارشناسی) |
| دانشکده مهندسی کشاورزی                   | ۴۰                  | آب و خاک: علوم خاک (کارشناسی، کارشناسی ارشد)، علوم آب (کارشناسی)، سازه‌های آبی (کارشناسی ارشد)، علوم و مهندسی آب (کارشناسی)، علوم و مهندسی خاک (کارشناسی)، مکانیک بیوسیستم (کارشناسی) زراعت و اصلاح نباتات: زراعت و اصلاح-زراعت (کارشناسی)، زراعت (کارشناسی ارشد، دکتری تخصصی)، زراعت و اصلاح-اصلاح نباتات (کارشناسی)، کشاورزی اکولوژیک (کارشناسی ارشد)، بیوتکنولوژی کشاورزی (کارشناسی ارشد) باغبانی و گیاه‌پزشکی: علوم باغبانی (کارشناسی، کارشناسی ارشد)، گیاه‌پزشکی (کارشناسی)، علوم و صنایع غذایی (کارشناسی ارشد)، حشره‌شناسی کشاورزی (کارشناسی ارشد) |
| دانشکده شیمی                             | ۱۶                  | شیمی محض: شیمی محض (کارشناسی) شیمی کاربردی: شیمی کاربردی (کارشناسی) شیمی تجزیه: شیمی تجزیه (کارشناسی ارشد، دکتری تخصصی) شیمی معدنی: شیمی معدنی (کارشناسی ارشد، دکتری تخصصی) شیمی آلی: شیمی آلی (کارشناسی ارشد، دکتری تخصصی) شیمی فیزیک: شیمی فیزیک (کارشناسی ارشد) |
| دانشکده فیزیک                            | ۲۲                  | فیزیک حالت جامد: فیزیک حالت جامد (کارشناسی، کارشناسی ارشد، دکتری تخصصی) نانوفیزیک: نانوفیزیک (کارشناسی ارشد، دکتری تخصصی) فیزیک: فیزیک (کارشناسی) فیزیک هسته‌ای: فیزیک هسته‌ای (کارشناسی ارشد، دکتری تخصصی) فیزیک ذرات بنیادی: فیزیک ذرات بنیادی (کارشناسی ارشد، دکتری تخصصی) فیزیک اتمی مولکولی (پلاسما): فیزیک مهندسی-پلاسما (کارشناسی)، فیزیک اتمی مولکولی-پلاسما (کارشناسی ارشد) |
| دانشکده ریاضی                            | ۳۲                  | آمار: آمار ریاضی (کارشناسی ارشد، دکتری تخصصی) ریاضی محض: ریاضی محض (کارشناسی، کارشناسی ارشد، دکتری تخصصی) ریاضی کاربردی: ریاضی کاربردی (کارشناسی، کارشناسی ارشد، دکتری تخصصی)، ریاضیات و کاربردها (کارشناسی) |
| دانشکده علوم زمین                        | ۲۰                  | آب‌شناسی و زمین‌شناسی زیست‌محیطی: آبشناسی (کارشناسی ارشد، دکتری تخصصی)، زمین‌شناسی زیست‌محیطی (کارشناسی ارشد) زمین‌شناسی کاربردی: زمین‌شناسی (کارشناسی)، تکتونیک (کارشناسی ارشد) پترولوژی و زمین‌شناسی اقتصادی: پترولوژی (کارشناسی ارشد، دکتری تخصصی)، زمین‌شناسی اقتصادی (کارشناسی ارشد) |
| دانشکده تربیت بدنی و علوم ورزشی          | ۱۴                  | علوم زیستی ورزش: علوم زیستی ورزش (کارشناسی)، فعالیت بدنی و تندرستی (کارشناسی ارشد)، تغذیه ورزشی (کارشناسی ارشد) علوم انسانی ورزش: مدیریت رویدادهای ورزشی (کارشناسی ارشد)، مدیریت اوقات فراغت (کارشناسی ارشد، دکتری تخصصی) |

### دانشکده مهندسی مکانیک
دانشکده مهندسی مکانیک  دانشگاه صنعتی شاهرود در سال ۱۳۷۸ با مقطع کارشناسی مهندسی مکانیک (گرایش سیالات) فعالیت خود را آغاز کرد. در سال ۱۳۷۹ در گرایش جامدات دانشجو پذیرفت در سال ۱۳۹۹ در رشته کارشناسی مهندسی ساخت و تولید دانشجو جذب نمود و در سال‌های بعد، در مقاطع بالاتر و گرایش‌های دیگر دانشجو پذیرش و تربیت نمود. این دانشکده دارای ۳۶ عضو هیئت علمی  در سه گروه تخصصی جامدات، سیالات و ساخت و تولید است که در ۳ گرایش مقطع دکتری، ۹ گرایش مقطع کارشناسی ارشد و ۲ گرایش مقطع کارشناسی مشغول به تدریس و پژوهش هستند. آزمایشگاه‌های آموزشی دانشکده در حال حاضر عبارت‌اند از: ۱- آزمایشگاه ترمودینامیک ۲- آزمایشگاه مکانیک سیالات ۳- آزمایشگاه دینامیک و ارتعاشات ۴- آزمایشگاه مقاومت مصالح ۵- کارگاه اتومکانیک ۶- کارگاه ماشین‌ابزار و ابزارسازی ۷- کارگاه جوشکاری و ورقکاری. آزمایشگاه‌های پژوهشی دانشکده نیز به این شرح است: ۱- آزمایشگاه آشکارسازی و ردیابی ۲-آزمایشگاه تعیین خواص مکانیکی مواد ۳- آزمایشگاه تونل باد ۴- آزمایشگاه تحقیقاتی مکاترونیک

### دانشکده مهندسی کامپیوتر و فناوری اطلاعات

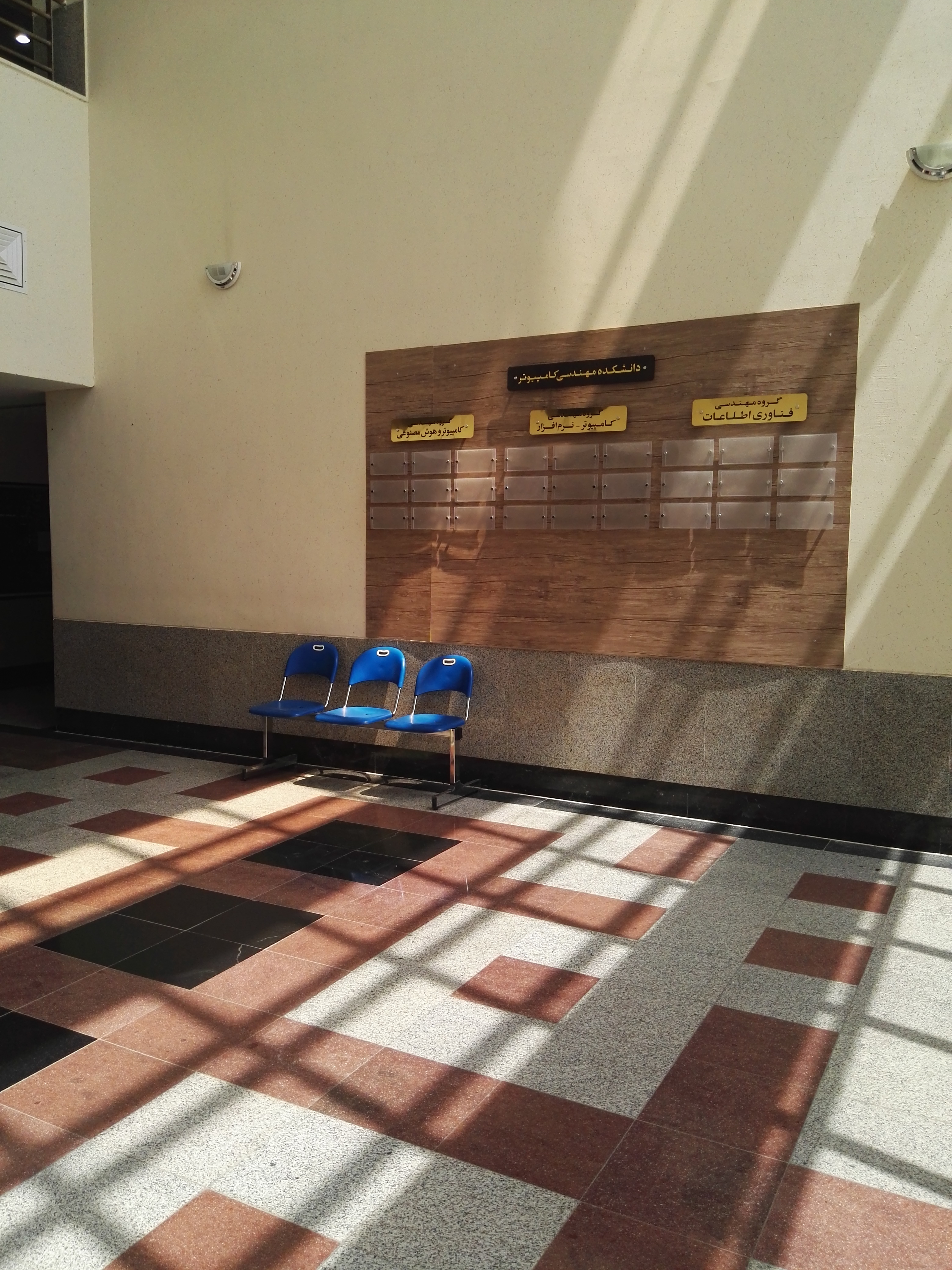
دانشکده مهندسی کامپیوتر دانشگاه صنعتی شاهرود

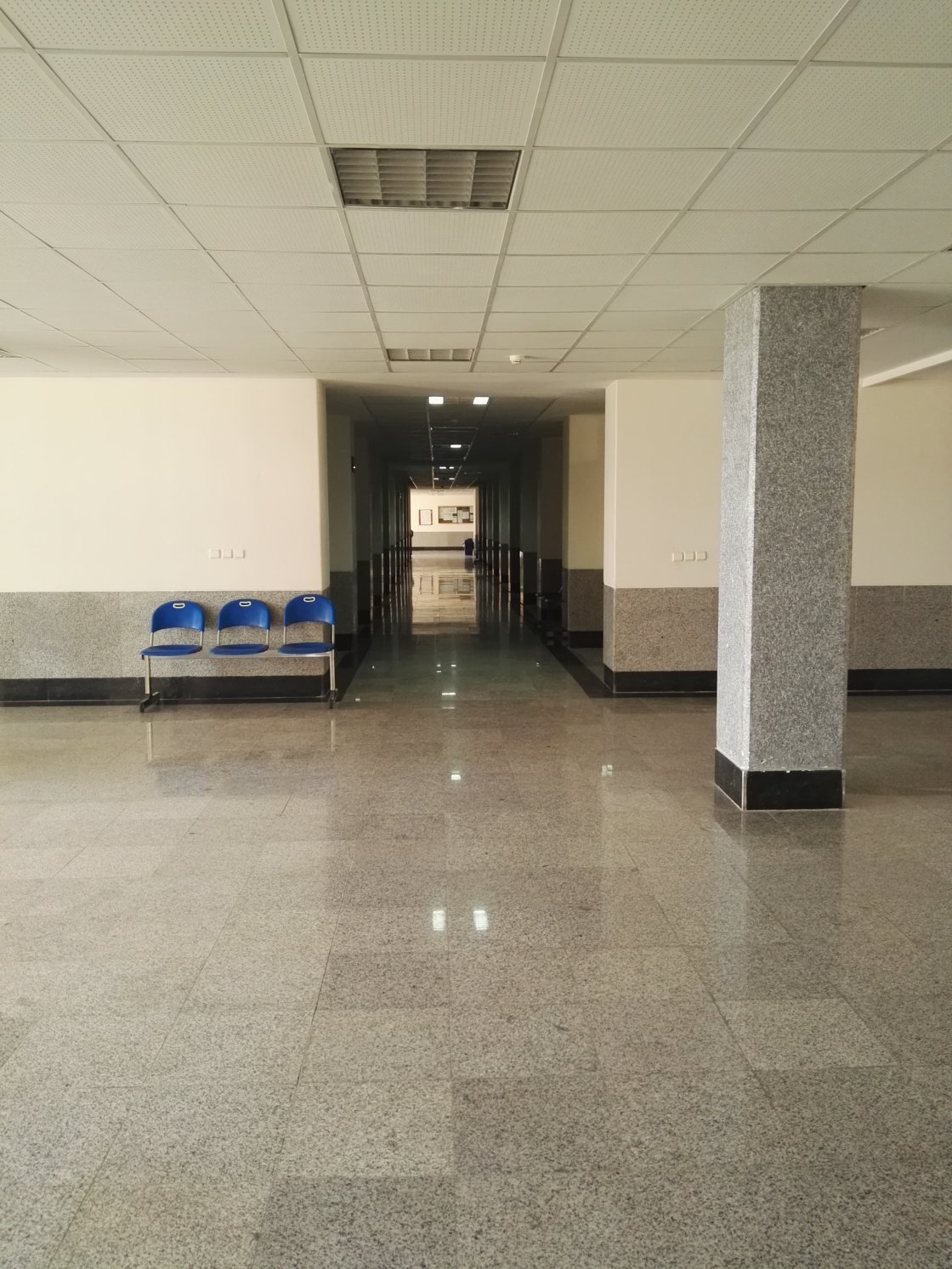
طبقه اول دانشکده مهندسی کامپیوتر و راهروی اتصال به دانشکده برق

دانشکده مهندسی کامپیوتر و فناوری اطلاعات در سال ۱۳۸۴ کار خود را آغاز کرد. اولین پذیرش دانشجو در گرایش‌های مهندسی فناوری اطلاعات و مهندسی نرم‌افزار در مهر ماه سال ۱۳۸۴ انجام شد. در حال حاضر این دانشکده در دو گروه فناوری اطلاعات و کامپیوتر در مقطع کارشناسی و در گرایش هوش مصنوعی در مقطع کارشناسی ارشد به فعالیت‌های آموزشی و پژوهشی می‌پردازد.
در مقطع کارشناسی بسیاری از استادان دانشجوهای دوره دکترایی هستند که برای تحصیل به دانشگاه آمده‌اند. طبق قوانین آن‌ها موظف هستند حین تحصیل در طول ترم ساعاتی را نیز تدریس کنند. در مقطع کارشناسی اساتیدی با مدرک دکترا کمتر از پنج مورد است.
در ۲۴ دی ۹۲ دروس این دانشکده دچار تغییرات اساسی شد و بسیاری از دروس مورد تأیید وزارت علوم در مهندسی فناوری اطلاعات مانند مبانی الکترونیک دیجیتال، مبانی فناوری اطلاعات، اصول و مبانی مدیریت، شبکه کامپیوتری ۲، مدیریت و کنترل پروژه، مهندسی نرم‌افزار ۱ و ۲، مهندسی فناوری اطلاعات ۱ و ۲، سیستم‌های چند رسانه‌ای، تحقیق در عملیات از نظام آموزشی این دانشکده حذف و جای خود را به دروس رشته مهندسی کامپیوتر داد. این تغییرات ناهماهنگی بسیاری را با سایر دانشگاه‌های ارائه دهنده این رشته به وجود آورد.

### دانشکده مهندسی شیمی و مواد
دانشکده مهندسی شیمی و مواد، جدیدترین دانشکده دانشگاه صنعتی شاهرود است که در سال ۱۳۹۴ با تفکیک گروه مهندسی مواد از دانشکده مهندسی مکانیک و مکاترونیک و الحاق رشته مهندسی شیمی به آن تأسیس گردید. گروه مهندسی مواد این دانشکده در سال ۱۳۹۲ با پذیرش دانشجو در گرایش مهندسی سرامیک در مقطع کارشناسی ارشد فعالیت خود را آغاز کرد و در سال ۱۳۹۳ با راه‌اندازی گرایش‌های مواد کامپوزیتی در مقطع کارشناسی ارشد و متالورژی صنعتی در مقطع کارشناسی، فعالیت خود را گسترش داد. همچنین، رشته مهندسی شیمی این دانشکده نیز در سال ۱۳۹۴ با جذب دانشجو در مقطع کارشناسی دایر گردید. دانشکده مهندسی شیمی و مواد هم‌اکنون دارای ۱۱ عضو هیئت علمی مهندسی مواد و ۶ عضو هیئت علمی مهندسی شیمی می‌باشد و آزمایشگاه‌های دانشکده در حال حاضر به شرح زیر است: ۱- آزمایشگاه پژوهشی سرامیک ۲- آزمایشگاه متالوگرافی ۳- آزمایشگاه عملیات حرارتی ۴- آزمایشگاه انجماد و ریخته‌گری

## پژوهشکده‌ها و مراکز پژوهشی
| پژوهشکده‌ها و مراکز پژوهشی       | گروه‌ها |
| ------------------------------- | --- |
| پژوهشکده اتوماسیون و هوش مصنوعی | اتوماسیون صنعتی، رباتیک صنعتی، هوش مصنوعی                                                                      |
| پژوهشکده مهندسی منابع آب        | سازه‌های هیدرولیکی، منابع آب و محیط‌زیست، مکانیک سیالات و هیدرولیک محاسباتی                                      |
| مرکز پژوهشی پیشران‌های شناوری    | گروه پژوهشی موتورهای پیشران، گروه پژوهشی انرژی و تغذیه سیستم‌های رانش، گروه پژوهشی کنترل و حفاظت سامانه‌های رانش |
| گروه پژوهشی زیست‌فناوری          | گروه پژوهشی زیست‌فناوری                                                                                         |
| پژوهشکده دانشجویی               | - |

## آزمایشگاه‌های آموزشی و تحقیقاتی
دانشگاه صنعتی شاهرود دارای یک ساختمان آزمایشگاه مرکزی بزرگ ۶ طبقه است که در پردیس مرکزی واقع شده‌است. ساختمان آزمایشگاه‌های دانشکده شیمی نیز با نام ساختمان جابربن‌حیان در سال ۱۳۸۷ به بهره‌برداری رسید. در زیر فهرست آزمایشگاه‌های آموزشی و تحقیقاتی دانشکده‌های مختلف دانشگاه صنعتی شاهرود فهرست شده‌است.
| دانشکده                                  | آزمایشگاه‌های تحقیقاتی |
| ---------------------------------------- | --- |
| دانشکده مهندسی برق و رباتیک              | آزمایشگاه تحقیقاتی پردازش سیگنال، آزمایشگاه تحقیقاتی الکترونیک قدرت و انرژی‌های نو، آزمایشگاه تحقیقاتی کنترل و سیستم‌های پیچیده، آزمایشگاه تحقیقاتی تولید و انتقال انرژی الکتریکی                                                                                |
| دانشکده مهندسی مکانیک و مکاترونیک        | آزمایشگاه تحقیقاتی خواص مکانیکی مواد، آزمایشگاه تحقیقاتی مکانیک سیالات کاربردی، آزمایشگاه تحقیقاتی مکاترونیک، آزمایشگاه تحقیقاتی شکل‌دهی فلزات |
| دانشکده مهندسی کامپیوتر و فناوری اطلاعات | مرکز تخصصی آپا، آزمایشگاه تحقیقاتی امنیت داده و شبکه، آزمایشگاه تحقیقاتی پردازش تصویر و داده‌کاوی، آزمایشگاه تحقیقاتی هوش مصنوعی و سیستم‌های توزیعی، آزمایشگاه تحقیقاتی وب کاوی و شناسایی الگو، آزمایشگاه تحقیقاتی شبکه‌های پیشرفته و محاسبات فراگیر              |
| دانشکده مهندسی عمران                     | آزمایشگاه تحقیقاتی نانوسیالات، آزمایشگاه تحقیقاتی جریان‌های غیردائمی |
| دانشکده مهندسی معدن، ژئوفیزیک و نفت      | آزمایشگاه تحقیقاتی تجزیه مواد معدنی XRF و XRD، آزمایشگاه تحقیقاتی جذب اتمی، آزمایشگاه تحقیقاتی کانه‌آرایی، آزمایشگاه تحقیقاتی سنگ و سیال، آزمایشگاه تحقیقاتی مکانیک سنگ                                                                                         |
| دانشکده مهندسی شیمی و مواد               | آزمایشگاه تحقیقاتی سرامیک‌های پیشرفته |
| دانشکده مهندسی کشاورزی                   | آزمایشگاه تحقیقاتی مرکزی (آنالیز آب و خاک و گیاه)، آزمایشگاه تحقیقاتی بیوتکنولوژی، آزمایشگاه تحقیقاتی صنایع غذایی |
| دانشکده علوم زمین                        | آزمایشگاه تحقیقاتی جدایش کانی، آزمایشگاه تحقیقاتی اپتیک، آزمایشگاه تحقیقاتی تهیه مقاطع نازک و صیقلی، آزمایشگاه تحقیقاتی ژئومغناطیس، آزمایشگاه تحقیقاتی زیست‌محیطی و آبشناسی، آزمایشگاه تحقیقاتی تهیه تصاویر از مقاطع نازک و صیقلی                               |
| دانشکده شیمی                             | آزمایشگاه تحقیقاتی شیمی معدنی، آزمایشگاه تحقیقاتی الکتروشیمی، آزمایشگاه تحقیقاتی شیمی آلی ۱، آزمایشگاه تحقیقاتی شیمی آلی ۲، آزمایشگاه تحقیقاتی نانوشیمی، آزمایشگاه تحقیقاتی شیمی محاسباتی                                                                      |
| دانشکده فیزیک                            | آزمایشگاه تحقیقاتی نانو، آزمایشگاه تحقیقاتی رشد بلور، آزمایشگاه تحقیقاتی اندازه‌گیری، آزمایشگاه تحقیقاتی اسپکترومتری، آزمایشگاه تحقیقاتی حسگری نانو گازها، آزمایشگاه تحقیقاتی فیزیک پلاسما، آزمایشگاه تحقیقاتی عملیات حرارتی، آزمایشگاه تحقیقاتی فیزیک محاسباتی |

## نشریات علمی پژوهشی
| مجلات انگلیسی                                    | مجلات فارسی                   |
| ------------------------------------------------ | ----------------------------- |
| Journal of Mining and Environment                | مکانیک سازه‌ها و شاره‌ها        |
| Journal of Intelligent Automation Systems        | مهندسی تونل و فضاهای زیرزمینی |
| Journal of Algebraic Systems                     | پژوهش‌های ژئوفیزیک کاربردی     |
| Journal of Artificial Intelligence & Data Mining | مدیریت سازمان صنعتی           |
|                                                  | مدیریت منابع انسانی در ورزش   |

## پردیس مهندسی و فناوری‌های نوین

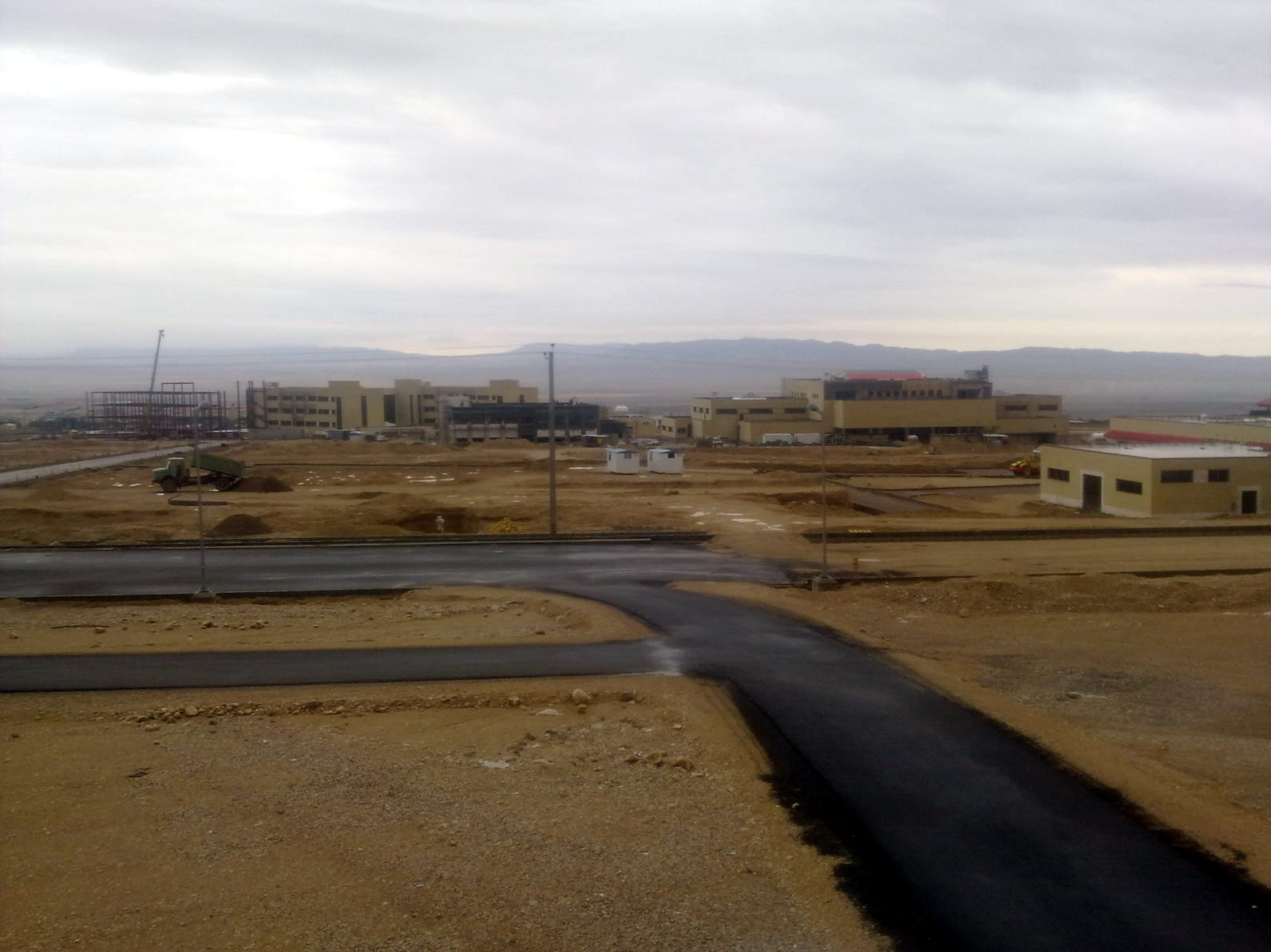
نمایی از پردیس مهندسی دانشگاه صنعتی شاهرود (عکس از طبقه دوم خوابگاه) فروردین ۱۳۹۲ نزدیک به ۲۰ ماه بعد از آغاز به کار

در مهرماه سال ۱۳۹۰ پردیس جدید دانشگاه صنعتی شاهرود با عنوان «پردیس مهندسی و فناوری‌های نوین» با انتقال کامل چهار دانشکده (کامپیوتر و فناوری اطلاعات، برق، مکانیک و عمران) از دانشگاه اصلی و دو خوابگاه، در فاصله دو کیلومتری پردیس مرکزی راه‌اندازی شد و در اردیبهشت ماه سال ۱۳۹۱ با حضور کامران دانشجو وزیر علوم، تحقیقات و فناوری دولت وقت به‌طور رسمی افتتاح گردید. این پردیس در زمان افتتاح فاقد سلف سرویس، کتابخانه، مرکز کامپیوتر، فروشگاه، سالن، زمین ورزشی و فضای سبز بود. پس از گذشت یک ماه از شروع سال تحصیلی ۱۳۹۲ سلف سرویس این پردیس بازگشایی شد؛ و در سال ۱۳۹۴ مرکز کامپیوتر و ساختمان کتابخانه آن افتتاح شد و همچنین فضای سبز ان در حال ساخت می‌باشد.

## خوابگاه‌ها و امکانات دانشجویی
دانشگاه صنعتی شاهرود، دارای 6 خوابگاه دانشجویی دولتی و 4 خوابگاه استیجاری (خودگردان) است. مجتمع خوابگاهی پسران در پردیس مرکزی شامل 5 بلوک، در پردیس مهندسی و فناوری های نوین سه بلوک خوابگاهی به نام های بصیرت، ولایت و هدایت و یک بلوک ویژه دانشجویان تحصیلات تکمیلی و نیز خوابگاه پژوهش نیز در 4 بلوک در شهرک دانشگاه قرار دارد.
این دانشگاه جهت رفاه حال دانشجویان نوبت دوم خوابگاه های استیجاری (خودگردان) احمدیان و مرکز تحقیقات کشاورزی را برای پسران در 2 بلوک و نیز خوابگاه های خودگردان میرابوطالب در 2 بلوک را برای دختران در نظر گرفته است.
این دانشگاه درحال ساخت خوابگاه متاهلی برای دانشجویان است.